# Glenn Stewart
Glenn Stewart (* um 1965) ist ein neuseeländischer Badmintonspieler. 

## Karriere
Glenn Stewart gewann 1986 die French Open im Herrendoppel mit Kerrin Harrison. Beide erkämpften sich im gleichen Jahr auch Bronze bei den Commonwealth Games. Vier Jahre später wurde Stewart Vierter mit dem neuseeländischen Team bei den Commonwealth Games. Bei der Weltmeisterschaft 1991 konnte Glenn Stewart im Herreneinzel bis in die dritte Runde vordringen und wurde somit 17. in der Endabrechnung.

## Sportliche Erfolge
| Saison | Veranstaltung          | Disziplin    | Platz | Name                            |
| ------ | ---------------------- | ------------ | ----- | ------------------------------- |
| 1986   | French Open            | Herrendoppel | 1     | Kerrin Harrison / Glenn Stewart |
| 1986   | Commonwealth Games     | Herrendoppel | 3     | Kerrin Harrison / Glenn Stewart |
| 1987   | New Zealand Open       | Herrendoppel | 1     | Kerrin Harrison / Glenn Stewart |
| 1987   | Australia Open         | Herrendoppel | 1     | Kerrin Harrison / Glenn Stewart |
| 1988   | New Zealand Open       | Herrendoppel | 1     | Kerrin Harrison / Glenn Stewart |
| 1989   | New Zealand Open       | Herrendoppel | 1     | Kerrin Harrison / Glenn Stewart |
| 1990   | Commonwealth Games     | Team         | 4     | Neuseeland                      |
| 1991   | Weltmeisterschaft      | Herreneinzel | 17    | Glenn Stewart                   |
| 1995   | Auckland International | Herrendoppel | 2     | Dean Galt / Glenn Stewart       |